# 許可瓊
許可瓊（？—950年代），五代時马楚大將。楚国末年背叛楚王馬希廣投靠馬希萼（恭孝王），令后者在内战中胜出。

## 家世
许可琼生年不详。楚国宰相许德勋之子。積功至水軍指揮使。

## 背叛马希广
乾祐三年（950年），武平军节度使馬希萼結合蠻族軍攻擊弟弟楚王馬希廣，並向南唐稱臣，請求發兵攻楚国都城潭州，遂與蠻族軍兵圍潭州。马希广命許可瓊率戰艦五百艘屯城北津抵御，遣馬軍指揮使李彥溫率騎兵屯駝口，扼湘陰路，步軍指揮使韓禮率二千人屯楊柳橋，扼柵路。双方交战数日。武平军指挥使朱进忠与蛮兵合兵七千馀人会合马希萼。
强弩指挥使彭师暠进言请求率步卒三千自巴溪渡江出岳麓之后至水西攻打朱进忠，同时令许可琼以战舰渡江，腹背合击破敌。马希广准备采纳。马希萼却已经秘密派使者贿赂许可琼，许诺平分楚国。许可琼就说彭师暠与梅山诸蛮同族不可信，自己世代为楚将必不相负，马希萼不能有作为。马希广于是作罢。马希广不知许可琼变节，下令讓所有將領都聽命於許可瓊，每天還赐许可琼银五百两，屡次去其营议事。许可琼常关闭寨门，不让士卒知道武平军进退。马希广反而以为他是位真正的將軍，自己可以无忧。许可琼有时夜间乘单舸，诈称巡江，与马希萼在水西相见，约定给马希萼充当内应。一次，彭师暠见到许可琼，瞋目斥责，拂衣入内见马希广，说大家都知道许可琼将叛国，请求赶紧将其铲除。马希广却认为许可琼是许德勋之子，不至于此。彭师暠无奈退下叹息马希广必亡。
十二月，武平军步军指挥使何敬真见韩礼营寨旌旗混乱，认为其已经失去秩序，攻打韩礼。韩礼兵败，本人伤重而死。武平军趁机水陆急攻潭州，步军指挥使吴宏、小门使杨涤各自引兵出战，许可琼和战棹都指挥使、朗州行营都统刘彦瑫却按兵不救。杨涤因士卒饥疲，退兵吃饭。彭师暠战于城东北隅，蛮兵从城东纵火，城上人招许可琼军救城，许可琼却举全军投降马希萼，潭州于是陷落。吴宏对马希萼说自己不幸为许可琼所误，今日死了便无愧于先王。馬希萼认为他是义士，没有杀。馬希萼夺位后，逼马希广自杀。

## 马希萼取胜后
马希萼代为楚王之后，不賞許可瓊，又懷疑可瓊怨望，次年九月，出為蒙州刺史，并以彭彥暉为桂州静江军（今廣西）节度使。十一月，馬殷少子桂州節度副使馬希隱不悦，发檄文召許可瓊共同阻止彭彦晖入境。许可瓊亦担忧南汉西北招讨使吴怀恩进逼，便弃蒙州，引兵趨桂州，與馬希隱陣前合兵，殺退彥暉。当时马希萼已被弟弟马希崇推翻，正在衡山，彭彦晖前去投靠。可瓊留屯桂州。
同月，吴怀恩夺取蒙州，进逼桂管并劫掠。马希崇已率自己能控制的辖区投降南唐，故楚国不可能再给马希隐派来援军。马希隐、许可琼无计可施，只能饮酒哭泣。马希隐想投降南汉，却又下不了决心。吴怀恩很快杀到桂州城下，马希隐、许可琼率众趁夜斩关奔全州，静江军为南汉所得。许可琼在全州去世。

## 评价
- 《十国春秋》论曰：可琼受阃外（指外任将吏驻守管辖的地域）之寄，以国予敌，陨厥家声，视（吴）宏、（杨）涤诸臣有愧焉，要皆所谓马氏之罪人与！